# Museu Nacional de Cartago

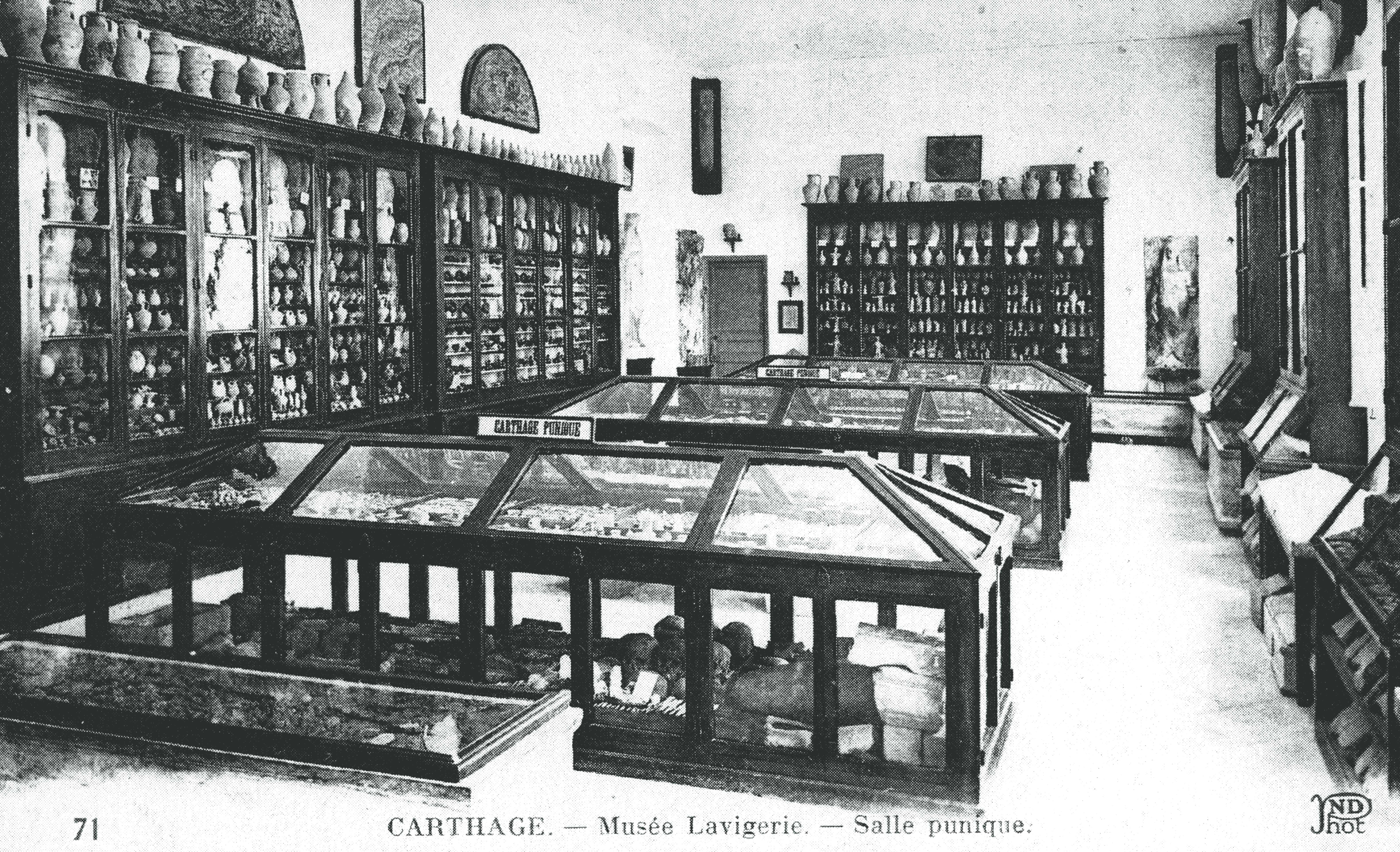
O antigo Museu Lavigerie, antecessor do Museu Nacional de Cartago

O Museu Nacional de Cartago (em francês: Musée national de Carthage; em árabe: المتحف الوطني بقرطاج) é um  museu arqueológico situado na colina de Birsa, no centro da cidade de Cartago (atualmente um subúrbio de Tunes), na Tunísia. É um dos dois museus arqueológicos mais importantes do país, juntamente com o Museu Nacional do Bardo.
O museu situa-se perto da Catedral de São Luís de Cartago, num espaço ocupado pelos Padres Brancos (Sociedade dos Missionários da África) no passado e mostra aos visitantes como era Cartago nas épocas púnica e  romana. É no museu que se encontram as melhores peças encontradas nas escavações desde o século XIX, nomeadamente uma vasta coleção de bétilos e estelas provenientes do Tofete de Salammbô — as estelas de calcário decoradas com elementos esculpidos com motivos de animais,vegetais ou humanos são particularmente notáveis, — os sarcófagos em mármore conhecidos como "do sacerdote" e "da sacerdotisa" (século III a.C.) descobertos na necrópole "dos Rabs", material funerário como máscaras com motivos apotropistas e joias em pasta de vidro, mosaicos romanos, entre os quais o da célebre "dama de Cartago", peça maior da arte de mosaico da Antiguidade Tardia, elementos esculpidos característicos da arte oficial imperial, em particular a cabeça dita de Júlia e representações de Vitórias do século II d.C., além de uma extensa coleção de ânforas romanas.[carece de fontes?]

## História
O museu foi fundado em 1875 no seminário dos Padres Brancos. O seu nome foi Museu São Luís até 1899, quando passou a chamar-se Museu Lavigerie, o nome do fundador daquela ordem missionária, Charles Martial Lavigerie. O nome atual data de 1964. Nos primeiros tempos o museu acolheu os achados das escavações efetuadas pelos Padres Brancos, nomeadamente as realizadas pelo padre Delattre. O anexo do convento dos Padres Brancos começou por ser usado para receber os achados das escavações das necrópoles do sítio arqueológico, levadas a cabo nas colina de São Luís, Douimès, Junon e Santa Mónica, além das realizadas nas basílicas cristãs de Cartago.[carece de fontes?]
Os achados das escavações do Serviço Arqueológico eram depositados no Museu Alaoui, que depois se tornou o Museu Nacional do Bardo. Na época o museu vendia aos turistas uma parte dos achados, quando havia um certo número de objetos do mesmo tipo; essa era uma prática comum em muitos outros museus.
A seguir à assinatura do modus vivendi de 1964 entre o Vaticano e a Tunísia recém-independente, a Igreja Católica cedeu definitivamente o museu e os terrenos que o envolvem ao Estado tunisino. A entrega foi concretizada em julho de 1964. Nos anos 1990 o museu passou por uma ampla reestruturação e passou a estar vocacionado para receber as novas descobertas efetuadas no sítio arqueológico, particularmente as realizadas no âmbito da campanha internacional da UNESCO ocorrida entre 1972 e 1995.[carece de fontes?]

## Coleções púnicas

### Peças fenícias: uma civilização mestiça

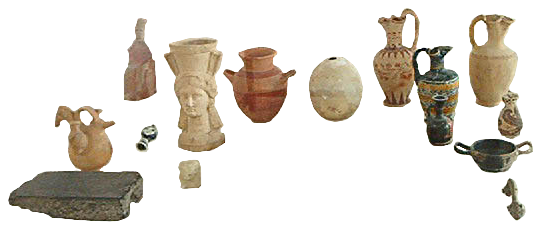
Peças de cerâmica descobertas em necrópoles púnicas

As diversas escavações realizadas no sítio arqueológico de Cartago puseram a descoberto numerosos testemunhos das mestiçagem que caracteriza civilização fenícia — originária do Levante, impregnada pela cultura egípcia além do substrato do Médio Oriente, abre-se a novas culturas a partir dos séculos V e IV a.C., em particular à cultura grega, por via das ligações à Sicília, então um território helénico. Esses testemunhos são constituídos tanto por cerâmicas e objetos do dia a dia, como lâmpadas de azeite, como elementos ligados a formas populares de religiosidade como os numerosos amuletos descobertos nas escavações das necrópoles.[carece de fontes?]
O museu possui uma bela coleção de cerâmicas púnicas descobertas nas necrópoles desde o fim do século XIX e nas escavações do tofete. Tem também numerosas lâmpadas de azeite com forma típica, uma espécie de prato com dois bordos elevados para colocação da mecha. Algumas dessas lâmpadas foram encontradas em escavações de fornos de oleiros que datam da Terceira Guerra Púnica (149–146 a.C.).
Os amuletos de divindades egípcias (Ísis, Osíris, Hórus e Bes) testemunham a importancia das ligações entre os fenícios e o Egito Antigo, os mais antigos a conservarem esses elementos culturais uma vez chegados ao Mediterrâneo Ocidental. Estão também expostos objetos orientais da vida material, em particular peças de marfim.[carece de fontes?]

### Peças funerárias

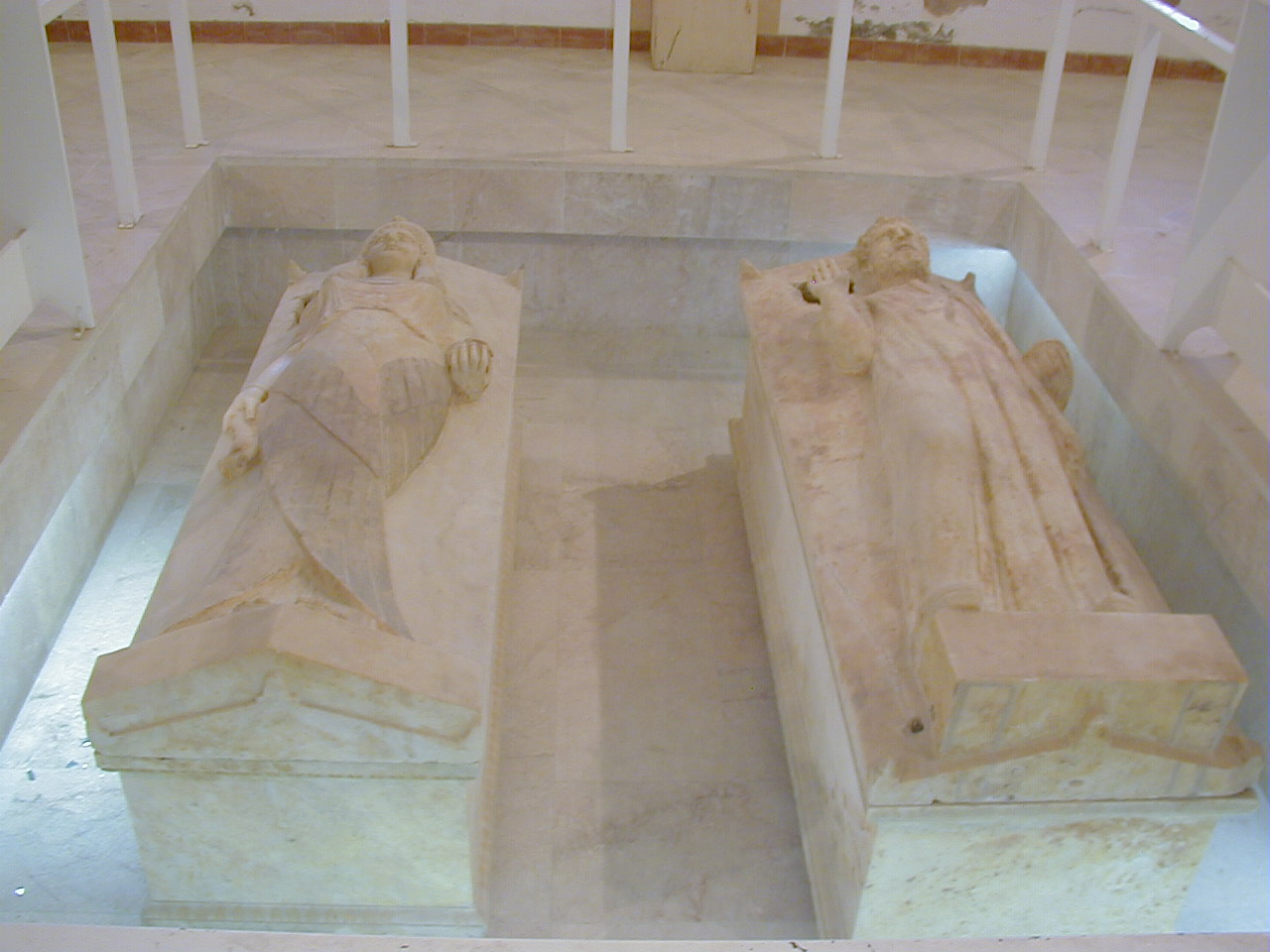
Os chamados sarcófagos sacerdote e da sacerdotisa

Neste campo, destacam-se dois belos sarcófagos do final do período púnico, descobertos na necrópole dita de Santa Mónica e conhecidos como sarcófago do sacerdote e sarcófago do sacerdotisa. Os elementos esculpidos destes sarcófagos são muito interessantes devido ao tratamento do drapeado e à atitude dos dois personagens. O sacerdote tem a mão direita levantada num gesto de bênção e a sacerdotisa segura uma pomba. Ambos os personagens têm na mão esquerda um vaso de incenso, cujo uso litúrgico é conhecido e que leva a concluir que os personagens eram sacerdotes; daí o nome dado aos sarcófagos.
As máscaras de pasta de vidro representando divindades fazendo caretas tinham como função proteger o defunto contra o mau-olhado. Também há diversos outros objetos, como lâminas de barbear de bronze de forma caraterística e ricamente decoradas com motivos de influência egípcia e depois helénica, a partir do século V a.C. Há ainda numerosas peças de joalharia e de amuletos púnicos.

### Peças religiosas púnicas

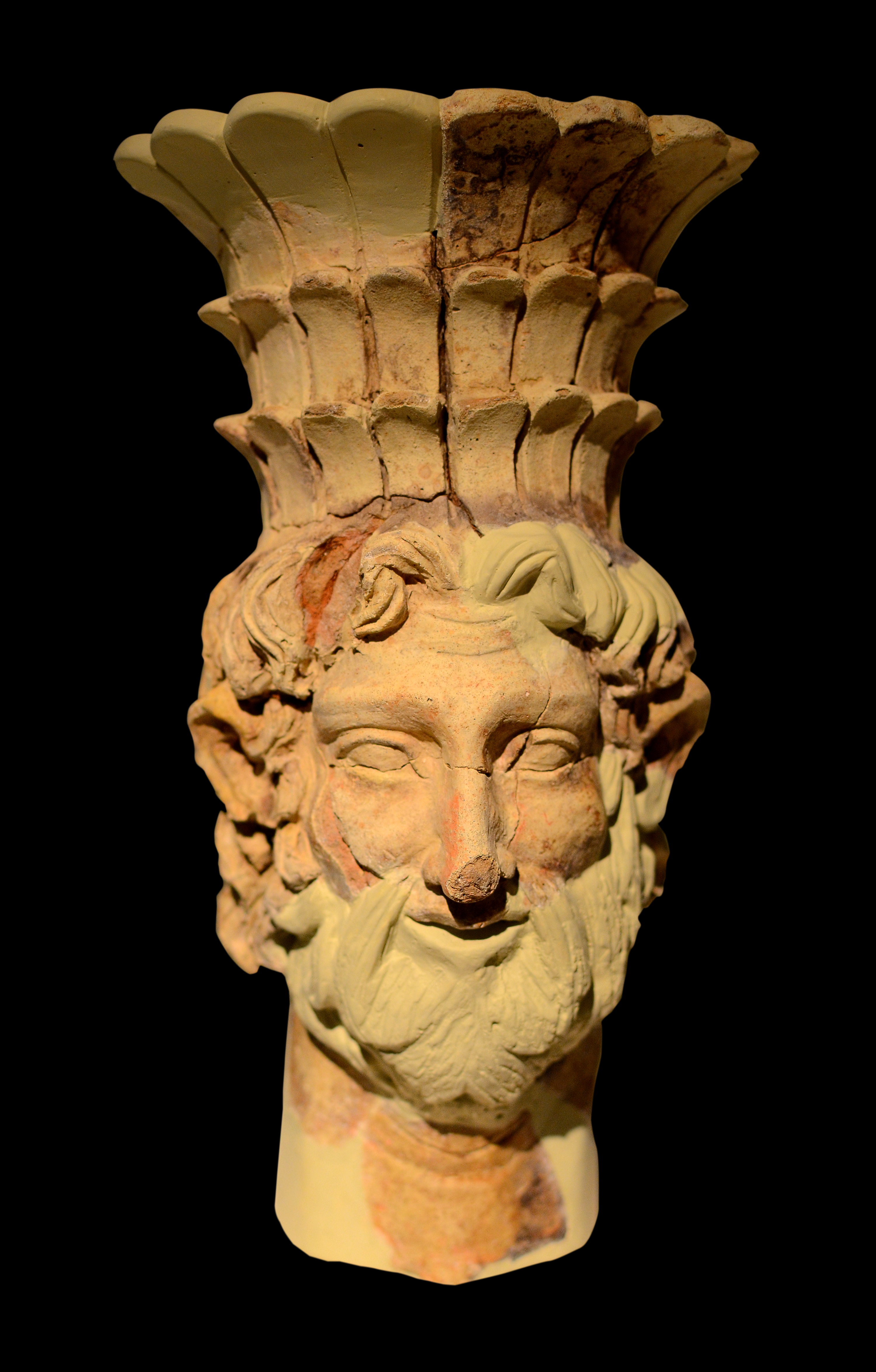
Incensário em forma de cabeça de Ba'al Hammon

O incensário de terracota em forma de cabeça de Ba'al Hammon foi de descoberto numa capela do bairro de Salammbô desenterrado por Louis Carton pouco depois da Primeira Guerra Mundial, juntamente com outros elementos de culto, como representações de Deméter.
As estelas do Tofete de Cartago são a coleção mais importante do conjunto.  A coleção inclui estelas descobertas desde as primeiras investigações no sítio de Cartago, em particular as escavações de Pricot de Sainte-Marie em 1874.[a] Entre as numerosas peças encontradas, as mais interessantes têm sido depositadas no museu desde a descoberta do santuário em 1921. Além das estelas mais comuns, em arenito de El Haouaria, há também estelas mais tardias de calcário que geralmente apresentam decorações variadas: navios, palmeiras, elefantes, elementos de retratos com forte influência helenística, etc. Algumas estelas têm uma inscrição.[carece de fontes?]
Estão também expostas várias máscaras com a forma de cabeça de Ba'al Hammon, nomeadamente uma de grandes dimensões descoberta por Louis Carton no início do século XX. O conteúdo da "capela Cintas", descoberta no tofete por Pierre Cintas, em 1947 está exposto numa vitrine própria. Ali foram descobertos dois depósitos, contendo principalmente cerâmica, um na base de uma parede e outro no que foi chamado "esconderijo", sob o chão de ums pequena divisão abobadada.

### Arquitetura púnica
Nesta secção encontram-se elementos arquitetónicos da cidade cartaginesa, nomeadamente fragmentos de colunas estucadas e uma reconstituição de um corte arqueológico do tofete. Estão também expostas uma inscrição púnica em mármore negro conhecida como a "inscrição edilitária", encontrada em 1964 durante as obras de alargamento de uma rua, e  a porta conhecida como "Porta Nova", datada do século IV ou III a.C.

## Coleções romanas

### Peças do cerco de 149–146 a.C.

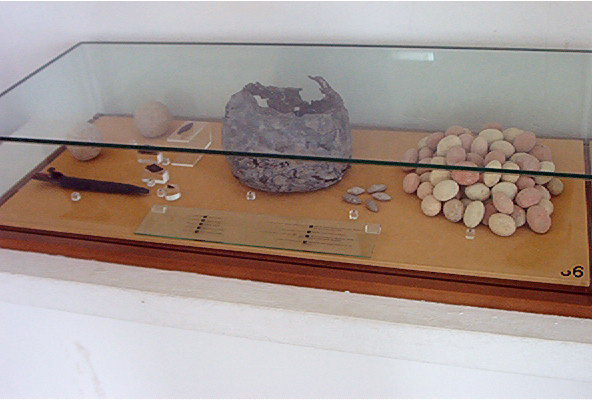
Peças relacionadas com a Terceira Guerra Púnica, que terminou com a destruição e anexação de Cartago

O primeiro episódio da história romana da cidade de Cartago é a destruição da cidade púnica, testemunhada por várias peças expostas numa vitrine, como pedras de funda, espadas e bolas de pedra para catapultas. Está também exposto um esqueleto de um dos últimos combatentes, que pereceu de morte violenta.[carece de fontes?]

### Arte oficial romana: a estatuária
Foram descobertos elementos da arte oficial romana na colina de Birsa, como baixos-relevos representando um Vitória com um troféu e duas Felicidade com um cornucópia. Estes elementos foram interpretados como sendo comemorativos da vitória sobre os Partos de 166 d.C., durante o reinado de Marco Aurélio e estariam sobre um arco do triunfo ou um monumento com pórtico.
Entre as obras da época de Augusto há uma cabeça conhecida como "cabeça de Júlia", devido ao penteado caraterístico daquela época. A iconografia reproduz a arte oficial, que confirma o papel de difusão de modelos atribuído à "Roma africana". Uma representação notável de um auriga, com um chicote e uma jarra, símbolo da vitória, é um testemunho precioso para o conhecimento do circo romano da cidade, que era o segundo maior do império, a seguir ao Circo Máximo de Roma.

### Mosaicos

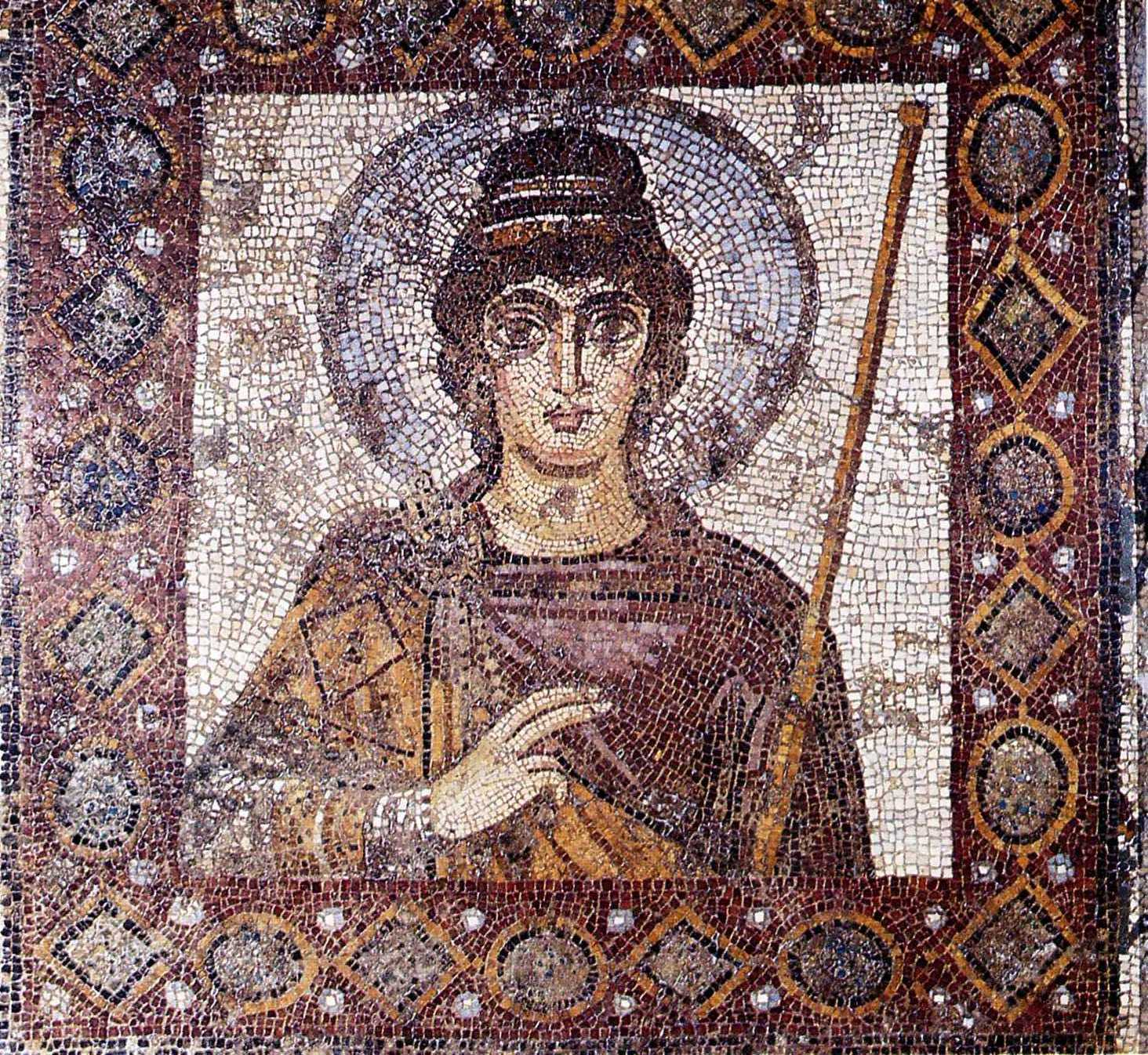
O mosaico célebre da "Dama de Cartago"

Embora as coleções de mosaicos não sejam comparáveis aos do Museu Nacional do Bardo, há algumas obras notáveis. Entre as descobertas recentes destacam-se os painéis encontrados nas termas privadas situadas em Sidi Ghrib, perto de Tunes, com representações de jarros de água num roseiral, um visto de frente e outro detrás, datados do início do século V.

## Coleções cristãs e bizantinas

### Cristianismo primitivo

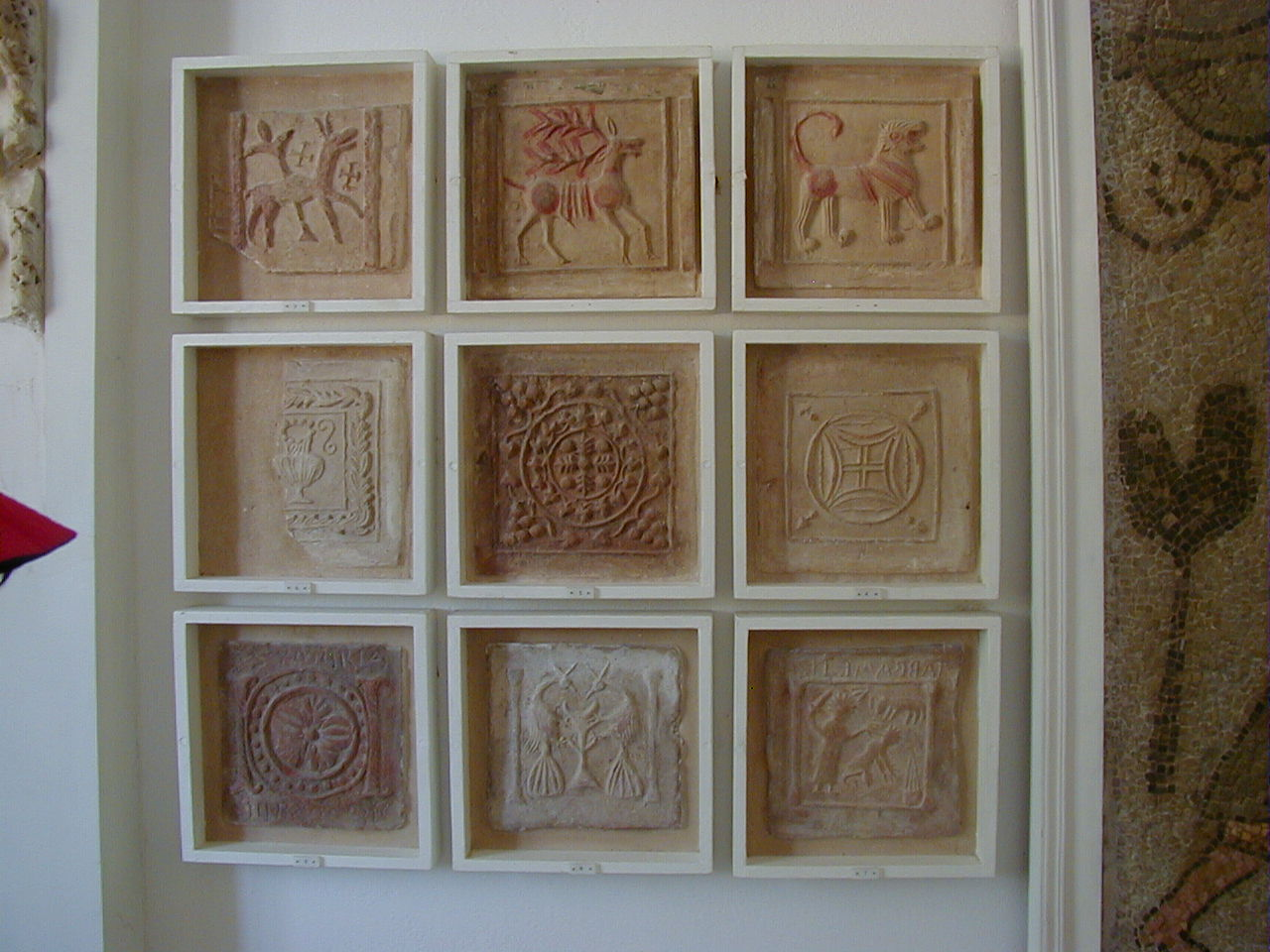
Ladrilhos decorados com motivos cristãos

Um mosaico descoberto numa villa do vicus castrorum de Cartago representa os quatro evangelistas. No seu centro há uma esfera onde está inscrita uma cruz. Para Liliane Ennabli, esta obra simboliza o triunfo do cristianismo e a sua difusão nos quatro pontos cardeais.
Estão expostas outras peças caraterísticas do cristianismo africano da época, como ladrilhos decorados com motivos religiosos, encontrados num número relativamente elevado. Estas obras tinham como objetivo difundir os temas do Antigo Testamento, como o de Daniel no fosso dos leões. Há também numerosas inscrições funerárias, descobertas durante as escavações realizadas pelo padre Delattre nas principais basílicas cristãs.[carece de fontes?]

### Objetos bizantinos
A célebre "dama de Cartago" é um mosaico provavelmente datado do século VI encontrado na colina de Santa Mónica durante a construção do Liceu de Cartago, é tradicionalmente considerado como o retrato de uma imperatriz bizantina, que apresenta uma personagem feminina com ar melancólico e grave. A técnica usada (alternância de ladrilhos de mosaicos e de ladrilhos de vidro), a fineza do desenho e a elegância do sujeito fazem dela uma peça maior da arte do mosaico da Antiguidade Tardia.[carece de fontes?]